# کیدارا
کیدارا اول (با خط برهمی دیرین: Ki-da-ra) (۳۵۰–۳۹۰ میلادی) نخستین فرمانروای برجستهٔ پادشاهی کیداری بود، که جانشین کوشانشاهان در مناطق شمال غربی  آسیا همچون باختر، کوشان_شهر، گنداره، کشمیر و پنجاب شد.
1. ↑  Tandon, Pankaj (۲۰۰۹). "یک سکهٔ مهم مسی جدید از گاداهارا". نشریهٔ انجمن خاورشناسی سکه‌شناسی (۲۰۰): ۱۹.

## سلطنت
خود کیدارا یک فرمانروای کوچ‌نشین بود که به مناطق تُخارستان و گنداره، که تا آن زمان در اختیار کوشانشاهان بود، یورش برد. گمان می‌رود که کیدارایی‌ها ابتدا از سمت شمال به سغد و باختر در حدود سال ۳۰۰ میلادی حمله کرده بودند.مردم او ممکن است توسط یفتلی‌ها (هفتالیان) که در حال مهاجرت از مناطق شمالی بلخ بودند، از آن مناطق رانده شده باشند.
قومیت کیدارا روشن نیست، اما احتمال می‌رود که خود او از خِیونیان بوده باشد و در دستهٔ کلی هون‌ها یا هونای‌ها قرار گیرد.5 پیش از این نیز، در قرن چهارم میلادی، شاهنشاه ساسانی شاپور_دوم با مهاجمان خِیونی به رهبری پادشاه گرومباتس جنگیده بود و در نهایت با آنان اتحاد بست و از نیروهای نظامی‌شان در لشکرکشی علیه رومیان در محاصرهٔ دژ آمیدا (که اکنون دیاربکر در ترکیه است) استفاده کرد.
با این حال، منابع چینی بیان می‌کنند که کیدارایی‌ها از یوئه چی ها کوچک هستند، که این آنان را خویشاوند یوئه چی بزرگ (Yuezhi) می‌سازد؛ قومی که نیاکان کوشانیان به‌شمار می‌روند.
کیدارا پس از استقرار در تخارستان و گنداره، عنوان کوشان‌شاه را اختیار کرد؛ عنوانی که تا آن زمان توسط فرمانروایان پادشاهی ساسانیان استفاده می‌شد.او بدین‌سان سلسلهٔ تازه‌ای به نام کیداریان را  بنیان نهاد.کیداری‌ها همچنین ادعا داشتند که جانشینان کوشانیان هستند، که ممکن است به دلیل نزدیکی نژادی‌شان با آن‌ها بوده باشد.

## سکه زنی
کیدارا هم سکه‌های طلا و نقره به سبک ساسانی (در تقلید از پیشینیان بلافصل خود در این منطقه، ورهران یکم کوشان‌شاه) ضرب کرد و هم سکه‌های طلای به سبک کوشانی، پیش از آن‌که سکه‌هایی را به نام خود منتشر کند..

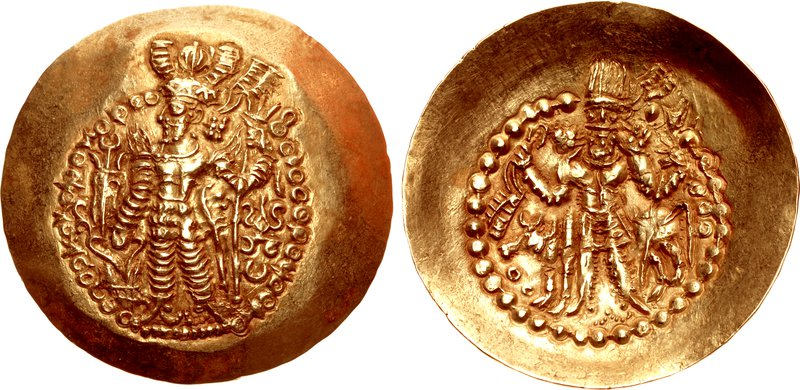
سکه‌ای به نام وارهران یکم کوشانی_ساسانی که در دوران فرمانروایی کیدارا، حدود سال‌های ۳۵۰ تا ۳۶۵ میلادی ضرب شده است. تاج دارای نواری است که به سمت بالا پرواز می‌کند. نشان (تمغا) کیداری در سمت راست قرار دارد. ضرابخانهٔ بلخ.
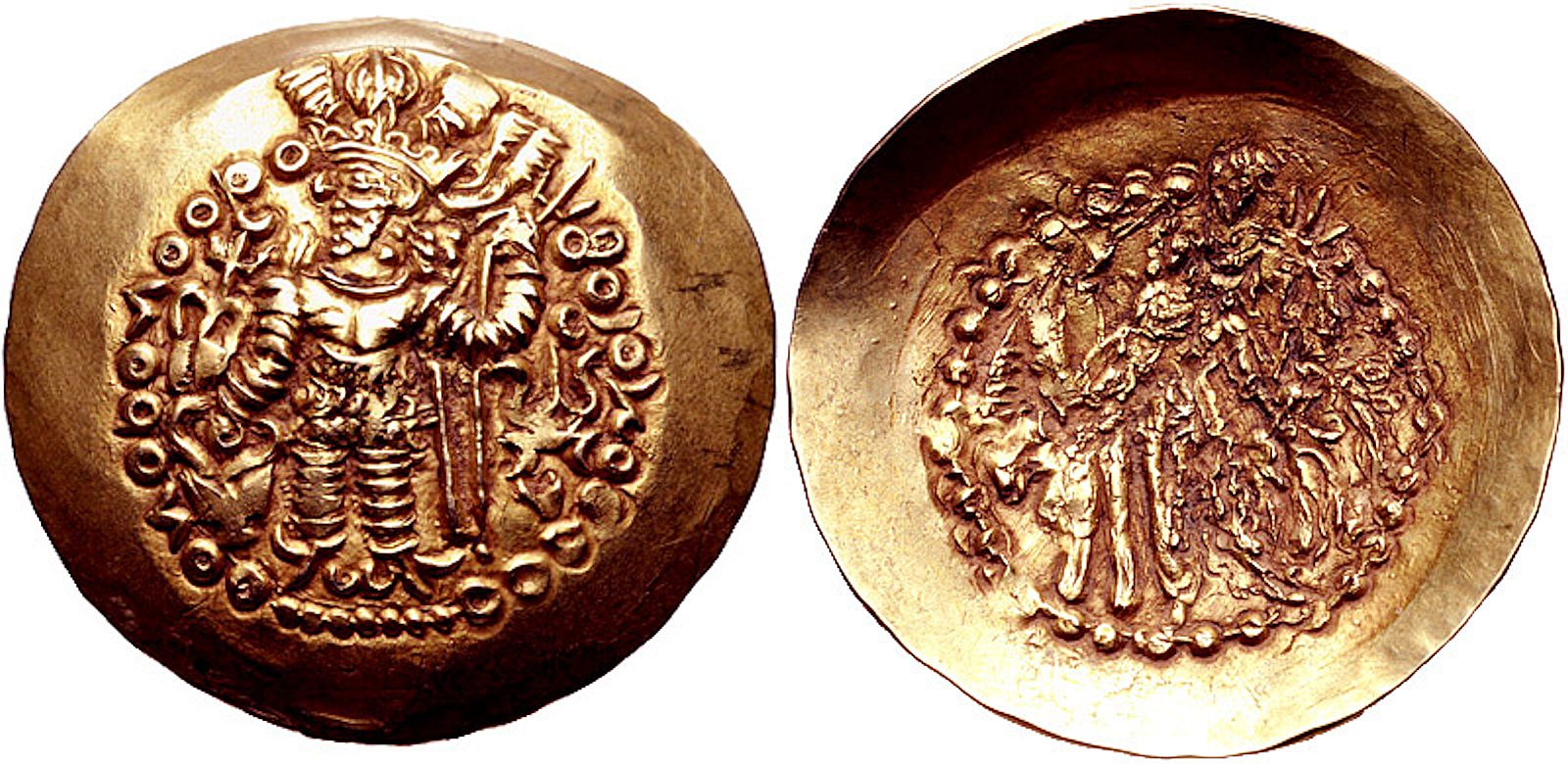
سکه ای به نام کیدارا، با نوشته‌ای به زبان یونانی: "βαγο Κιδαρο οοζορκο κοþανοþαο" به معنی «کیدارا، شاه بزرگ کوشانی». از نوع 6A-D. این نوع سکه در  تپه مرنجان پیدا شده و تاریخ آن پیش از سال ۳۸۸ میلادی است.  .
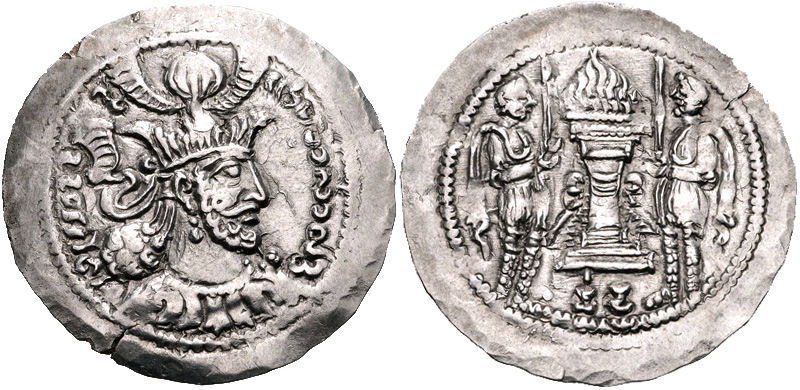
سکه‌ای از کیدارا به سبک فرمانروای کوشانشاهی، بهرام کوشانشاه. تاج دارای نواری است که به سمت بالا پرواز می‌کند. ضرابخانهٔ گنداره.
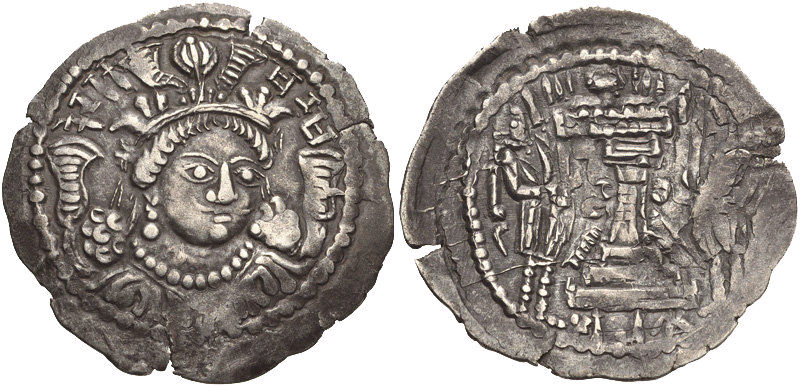
کیدارا از روبه‌رو (نمای چهره‌اش روی سکه)، با نوشته‌ای به نام خودش. نوشته به خط براهمی:  Ki-da-ra Ku-ṣa-ṇa-ṣa "کوشانشاه کیدارا".